# Manju Ray
Manju Ray es una científica india en enzimología molecular y bioquímica del cáncer. Ha realizado un trabajo notable en el desarrollo de fármacos contra el cáncer y en la comprensión del proceso de diferenciación de las células.  Sus intereses abarcan la bioquímica tumoral y la enzimología molecular.

## Carrera
Se graduó de la Universidad de Calcuta con títulos de maestrís en fisiología en 1969 y doctorado en bioquímica en 1975.  Comenzó su carrera en el Departamento de Bioquímica de la Asociación India de Cultivo de la Ciencia y se convirtió en profesora.  Desde diciembre de 2010, es científica emérita en el Instituto Bose del Consejo de Investigación Científica e Industrial (CSIR).  Su investigación, a lo largo de un largo período de su carrera en el departamento de bioquímica de la Asociación India para el Cultivo de la Ciencia (IACS), en Jadavpur, en asociación con un equipo de científicos y médicos, ha llevado al desarrollo positivo de una droga para el tratamiento del cáncer.

## Premios
- Indian National Science Academy (INSA) Medalla Joven Científico en Ciencias Biológicas en 1975
- Premio Shanti Swarup Bhatnagar de Ciencia y Tecnología en Ciencias Biológicas en 1989.[1]
- Premio Dr. IC Chopra Memorial
- Premio a la memoria del Dr. Jnan Chandra Ghosh[4]

## Publicaciones
Ray ha publicado una gran cantidad de artículos científicos como autora principal en asociación con otros, algunos de los cuales son: 
- Inhibición de la respiración de células tumorales por metil glioxal y protección de la inhibición por lactaldehído (1991) en International Journal of Cancer
- Inhibición del flujo de electrones a través del complejo I de la cadena respiratoria mitocondrial en las células del carcinoma de ascitis de Earlich por metilglioxal (1994) en Biochemical Journal
- Glyoxalase III de Escherichia coli, una nueva enzima novedosa para la conversión de metilglioxal en D-lactato sin glutatión reducido (1995) en Biochemical Journal
- Metilglioxal: De un supuesto intermedio de la degradación de la glucosa a su papel en la comprensión de que la formación excesiva de ATP en las células puede conducir a la malignidad (1998) en Current Science
- Gliceraldehído-3-fosfato deshidrogenasa de Earlich Ascites Carcinoma cells: su posible papel en la glucólisis alta de células malignas (1999) en European Journal of Biochemistry